# Liste der Bodendenkmale in Laucha an der Unstrut
In der Liste der Bodendenkmale in Laucha an der Unstrut sind alle Bodendenkmale der Stadt Laucha an der Unstrut und ihrer Ortsteile aufgelistet. Grundlage ist die Veröffentlichung der Landesdenkmalliste mit Stand vom 25. Februar 2016. Die Baudenkmale sind in der Liste der Kulturdenkmale in Laucha an der Unstrut aufgeführt.
| Denkmal-ID | Fundart             | Ortsteil        | Bezeichnung                      | Zeitstellung | Lage                                                             | Bemerkungen                                                                    | Bild |
| ---------- | ------------------- | --------------- | -------------------------------- | ------------ | ---------------------------------------------------------------- | ------------------------------------------------------------------------------ | ---- |
| 428300346  | Grabmal > Grabhügel | Burgscheidungen | Grabhügel                        | undatiert    | im Ort, zwischen Siedlungsring 89 und Kastanienallee 78 (Lage)   | es ist kein Grabhügel erkennbar                                                |      |
| 428300644  | Grabmal > Grabhügel | Dorndorf        | Grabhügel                        | Neolithikum  | Nähe des Gesundbrunnens auf dem Dornsdorfer Berg ()              | Das Gelände ist dicht mit Sträuchern und Hecken bewachsen und nicht einsehbar. |      |
| 428300263  | Befestigung > Burg  | Laucha          | Gipfelburg „Schloss“             | Mittelalter  | westlicher Ortsrand, Schloßbergstraße (Lage)                     | Mit Schlossanlage (Barock) überbaut                                            |      |
| 428300262  | Grabmal > Grabhügel | Laucha          | drei Hügelgräber im „Mermel“     | Neolithikum  | 0,3 km nördlich vom Ort „Kleiner Mermel“ (Lage)                  |                                                                                |      |
| 428300987  | Grabmal > Grabhügel | Tröbsdorf       | Hügelgräbergruppe, 4–6 Grabhügel | Neolithikum  | 0,5 km westlich vom Ort (Lage)                                   |                                                                                |      |
| 428300246  | Grabmal > Grabhügel | Tröbsdorf       | 3–5 Hügelgräber                  | undatiert    | 0,7 km vom Ort, am östlichen Bergsporn des Nebraer Berges (Lage) |                                                                                |      |